# Большой Олений (остров, Баренцево море)
Большой Олений — остров в Кольском районе Мурманской области.
Находится в Баренцевом море, 150 км к востоку от Мурманска. Отделяется от Кольского полуострова проливом Большой Олений. На острове находится посёлок Остров Большой Олений.

## Карты
- Остров на карте Wikimapia